# Tegestria coniata
Tegestria coniata is een hooiwagen uit de familie Epedanidae.